# 默泽勒
默泽勒（法語：Mezel，法語發音：[məzɛl]）是法国多姆山省的一个旧市镇，属于克莱蒙费朗区。2019年，默泽勒与市镇达莱合并为新市镇阿列河畔米尔，默泽勒为新市镇行政中心。

## 地理
默泽勒（45°45'18"N, 3°14'32"E）面积8.4 平方千米，位于法国奥弗涅-罗讷-阿尔卑斯大区多姆山省，该省份为法国中南部省份，北起阿列省接壤，东临卢瓦尔省，南至上盧瓦爾省和康塔爾省，西接科雷兹省和克勒兹省。
与默泽勒接壤的市镇（或旧市镇、城区）包括：绍里亚、奥弗涅地区库尔农、达莱、阿列河畔佩里尼亚、阿列河畔圣博内、韦尔泰宗。
默泽勒的时区为UTC+01:00、UTC+02:00（夏令时）。

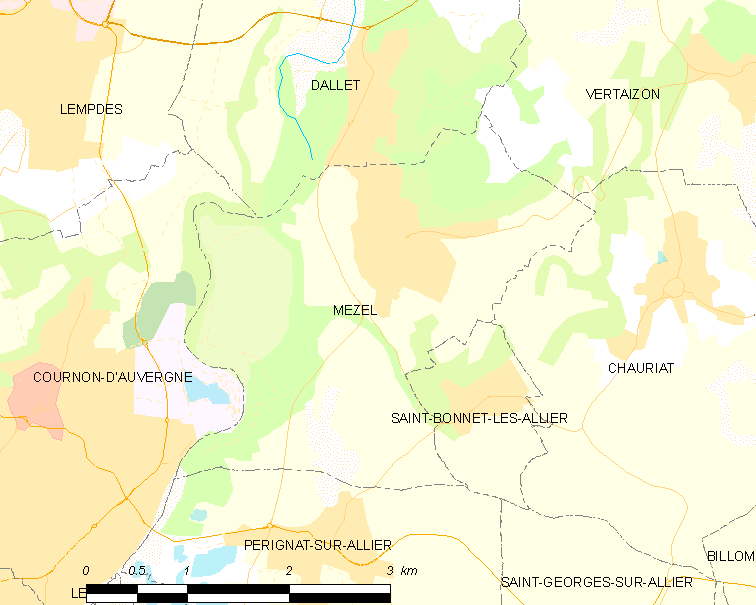
默泽勒的OSM定位图

## 行政
默泽勒的邮政编码为63115，INSEE市镇编码为63226。

## 政治
默泽勒所属的省级选区为比永县。

## 人口

1962-2008年间默泽勒人口变化图示

默泽勒于2018年1月1日时的人口数量为1918人。